# 广东马尾杉
广东马尾杉（学名：Phlegmariurus guangdongensis）为石松科马尾杉属下的一个种。其种加词“guangdongensis”意为“广东的”。
现接受名为Huperzia guangdongensis (Ching) Holub, 1985。